# Coleophora schibendyella
Coleophora schibendyella is een vlinder uit de familie kokermotten (Coleophoridae). De wetenschappelijke naam is voor het eerst geldig gepubliceerd in 2007 door Giorgio Baldizzone & Jukka Tabell.

## Type
- holotype: "female, 14.VII.1998, leg. K. Nupponen, genitalia slide JT 3054"
- instituut: collectie T. & K. Nupponen, Espoo, Finland
- typelocatie: "Russia, S-Ural, Orenburg district, Donskoje village 6 km W, mount Verbljushka"

De soort komt voor in Europa.